# Alvis GTS
Der Alvis GTS (auch: Rover/Alvis GTS) ist der Prototyp für einen von Rover entwickelten Gran Turismo, der unter dem Markennamen Alvis verkauft werden sollte. Das Fahrzeug erhielt den Spitznamen Gladys. Eine Serienfertigung scheiterte an einer Folge von Unternehmensfusionen, die das Modell überflüssig werden ließen. Es entstand lediglich ein Einzelstück, das noch existiert.

## Entstehungsgeschichte
Der 1919 gegründete britische Oberklassehersteller Alvis hatte in der Nachkriegszeit verschiedene Varianten einer zweitürigen Limousine mit einem 3,0 Liter großen Reihensechszylindermotor gefertigt. Seit 1956 hatten die Fahrzeuge Standardaufbauten, die der Schweizer Karosseriehersteller Graber entworfen hatte. Die einzelnen Baureihen  der sogenannten Three-Litre-Series, der TC 108/G, TD 21, TE 21 und TF 21, unterschieden sich äußerlich und technisch nur geringfügig. Mitte der 1960er-Jahre galten sie als veraltet; Kritiker beschrieben sie als „Autos mit einer Karosserie von 1955, die auf einem Chassis von 1951 saß.“ Alvis’ geschäftlicher Schwerpunkt lag zu dieser Zeit bereits im Rüstungssektor; das Unternehmen stellte unter anderem Militärfahrzeuge her. 
1965 verkaufte Alvis seine Automobilsparte an den seinerzeit noch selbständigen Hersteller Rover, der Fahrzeuge der oberen Mittelklasse produzierte und anfänglich überlegte, Alvis als eigenständige Marke oberhalb von Rover zu positionieren. Erste Arbeiten an einem neuen Alvis-Modell mit der Bezeichnung TA 30 hatten noch während der Selbständigkeit des Unternehmens begonnen. Unter der Rover-Leitung wurde der Alvis TE 21 zwar noch zum TF 21 weiterentwickelt; angesichts deutlich nachlassenden Interesses wurde die Produktion aber 1967 nach nur einem Jahr eingestellt. Es war das letzte eigenständige Alvis-Modell. Die Arbeiten am Nachfolgemodell TA 30, die Alvis noch in den letzten Monaten der Unabhängigkeit begonnen hatte, beendete Rover unmittelbar nach der Übernahme.
Stattdessen entwickelte Rover den GTS als einen potentiellen Nachfolger für den Alvis TF 21. Das Auto war technisch von aktuellen Rover-Modellen abgeleitet. 1966 entstand ein fahrbereiter Prototyp. Die Entwicklung des GTS endete, als Rover 1967 mit der Leyland Motor Corporation fusionierte, die ihrerseits 1968 die Fusion mit der British Motor Corporation vollzog. Aus der zweiten Verschmelzung entstand die British Leyland Motor Corporation (BLMC), zu der auch die Marken Jaguar und Daimler gehörten. BLMC sah keine Notwendigkeit, neben Jaguar und Daimler eine dritte Oberklassemarke im Konzern zu haben. Das Management beschloss daraufhin unverzüglich die Einstellung der Marke Alvis. Weder der GTS noch der zwischenzeitlich entwickelte Mittelmotorsportwagen Rover-Alvis P6-BS wurden weiterentwickelt.

## Modellbeschreibung

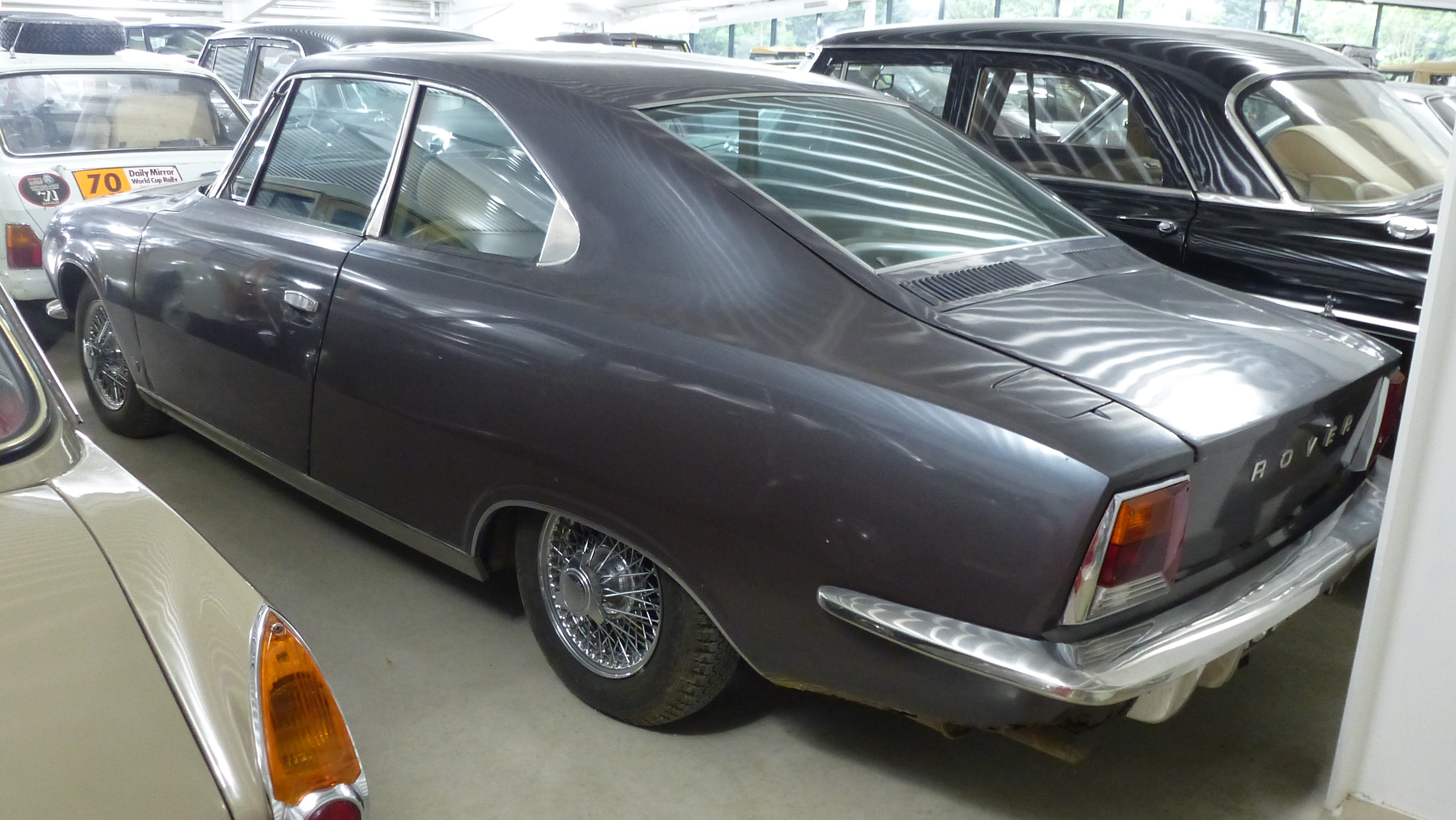
„Gladys“: Fließheckkarosserie mit großer Heckklappe

Der Alvis GTS verwendet das Fahrwerk und die Technik der Rover P6 Limousine. Als Antrieb war der 3,5 Liter große Achtzylinder-V-Motor von Rover vorgesehen, der auf eine Konstruktion von General Motors zurückging. Die Karosserie entwarf der Rover-Stylist David Bache. Er orientierte sich an dem Jaguar 420 FT Bertone, einem Einzelstück, das der italienische Karosseriehersteller Bertone 1966 auf der technischen Grundlage des Jaguar 420 entworfen hatte. Ein besonderes Merkmal war die stark geneigte C-Säule, die den GTS zu einem Fließheckcoupé machte und eine deutliche Abkehr von den klar gegliederten Stufenheckmodellen der Three-Litre-Series von Alvis darstellte. Der GTS hatte eine große, an der Dachkante angeschlagene Heckklappe. Die vorderen und hinteren Überhänge waren ungewöhnlich lang. Die Spur war sehr schmal, und die Räder wurden als zu klein kritisiert. Die Frontpartie trug rechteckige Scheinwerfer, die hinter einer Glasabdeckung untergebracht waren. Es gab keinen klassischen Kühlergrill mehr. Stattdessen hatte der GTS eine horizontal ausgerichtete Kühleröffnung mit horizontalen Streben. Beobachter sehen darin einen Vorgriff auf den Chrysler Alpine.

## Prototyp
Rover ließ 1966 einen Prototyp des GTS aufbauen. Das Fahrzeug entstand in Auftragsarbeit bei dem Karosseriehersteller Harold Radford. Nach einer kurzen Übergangszeit übernahm David Bache das Auto für private Zwecke. Seit einigen Jahren ist es im British Motor Museum in Gaydon, Warwickshire, ausgestellt.